# Marc Ange
Marc Ange est un artiste et designer franco-italien basé entre Paris et Los Angeles. Il est le fondateur et le directeur artistique de Bloom Room, une agence spécialisée dans l'architecture d'intérieur, la direction artistique, le design mobilier et d'objet, et le branding. Il est aussi le cofondateur de la marque de mobilier Chimère Édition et de la marque de champagne Le Bal du hibou.

## Biographie
Marc Ange est né le 11 avril 1978 à Rome.
Diplômé de l’école de design parisienne ESDI en 2002, il quitte la France pour démarrer une carrière de designer automobile auprès des grands carrossiers turinois. Après quelques années dans le domaine de l’automobile, Marc Ange, crée en France en 2008 Bloom Room.
L'agence travaille pour Louis Vuitton, Jean-Paul Gaultier, Paco Rabanne,, Penhaligon's, Peugeot.
En 2011, il crée Chimère Édition avec Frédéric Stouls. Chimère Édition est « la première maison d'édition de mobilier contemporain pour animaux », selon le journal Le Monde.
Son univers artistique  contrasté et ambivalent, dans la mesure où la beauté est mise en valeur par l’horreur, où la perfection existe grâce à l’erreur, où l’harmonie a besoin de ses accidents. 